# Лос-Ранчос-де-Альбукерке (Нью-Мексико)
Лос-Ранчос-де-Альбукерке (англ. Los Ranchos de Albuquerque) — селище (англ. village) в США, в окрузі Берналільйо штату Нью-Мексико. Населення — 5874 особи (2020).

## Географія
Лос-Ранчос-де-Альбукерке розташований за координатами 35°9′43″ пн. ш. 106°38′46″ зх. д. / 35.16194° пн. ш. 106.64611° зх. д. (35.161999, -106.645986).  За даними Бюро перепису населення США в 2010 році селище мало площу 11,26 км², з яких 11,26 км² — суходіл та 0,00 км² — водойми.

## Демографія
Згідно з переписом 2010 року, у селищі мешкали 6024 особи в 2576 домогосподарствах у складі 1676 родин. Густота населення становила 535 осіб/км².  Було 2757 помешкань (245/км²).
Расовий склад населення:
| - 79,4 % — білих - 2,5 % — корінних американців - 0,9 % — азіатів - 0,7 % — чорних або афроамериканців - 0,1 % — вихідців з тихоокеанських островів - 13,2 % — осіб інших рас |

До двох чи більше рас належало 3,1 %. Частка іспаномовних становила 41,9 % від усіх жителів.
За віковим діапазоном населення розподілялося таким чином: 21,2 % — особи молодші 18 років, 59,9 % — особи у віці 18—64 років, 18,9 % — особи у віці 65 років та старші. Медіана віку мешканця становила 46,7 року. На 100 осіб жіночої статі у селищі припадало 92,1 чоловіків;  на 100 жінок у віці від 18 років та старших — 88,1 чоловіків також старших 18 років.
Середній дохід на одне домашнє господарство  становив 108 728 доларів США (медіана — 62 367), а середній дохід на одну сім'ю — 138 421 долар (медіана — 101 207). Медіана доходів становила 71 735 доларів для чоловіків та 50 024 долари для жінок. За межею бідності перебувало 13,4 % осіб, у тому числі 10,2 % дітей у віці до 18 років та 19,3 % осіб у віці 65 років та старших.
Цивільне працевлаштоване населення становило 2830 осіб. Основні галузі зайнятості: освіта, охорона здоров'я та соціальна допомога — 24,2 %, науковці, спеціалісти, менеджери — 13,9 %, мистецтво, розваги та відпочинок — 13,1 %.